# 上座部
上座部（じょうざぶ、梵: स्थविरवाद, Sthaviravāda, スタヴィラヴァーダ, 巴: theravādaは、部派仏教の部派の1つ。上座部から分派してできた複数の部派の総称を指して上座部と呼ぶ用法もある。

## 根本分裂
釈迦の没後100年ほど後、十事の非法・大天の五事などの「律」の解釈で意見が対立し、教団は保守的な上座部と進歩的な大衆部とに根本分裂した（部派仏教時代）。また別の意見として、根本分裂は上座部と大衆部と上座部分別説派に分かれたという説もある。

## 枝末分裂
教団は更に枝末分裂を繰り返した。
上座部系の代表的な部派は、
- 説一切有部 (せついっさいうぶ) - 北部および中央インドで最大であった[5]。
- 根本説一切有部 (こんぽんせついっさいうぶ)
- 経量部（きょうりょうぶ）
- 化地部（けじぶ）
- 法蔵部（ほうぞうぶ）
- 犢子部（とくしぶ）
- 正量部（しょうりょうぶ）

などである。
ほかに、
- 上座部[8]（じょうざぶ） - いくつかの北伝の唯識仏典[注 1]は、有分識（梵: bhavāṅga-vijñāna[11][9][注 2]、蔵: srid pa'i yan lag gi rnam par shes pa[11]）を説く部派として上座部を挙げている[13][10][注 3]。この部派は義浄の時代には南インドで最大であった[5]。
- 飲光部（おんこうぶ）

などの部派がある。